# Philipp Ganz
Johann Philipp Ganz (geboren 1746 in Eisenach; gestorben nach 1804) war ein deutscher Zeichner, Maler und Kurfürstlich Braunschweig-Lüneburgischer Hof-Kupferstecher.

## Leben

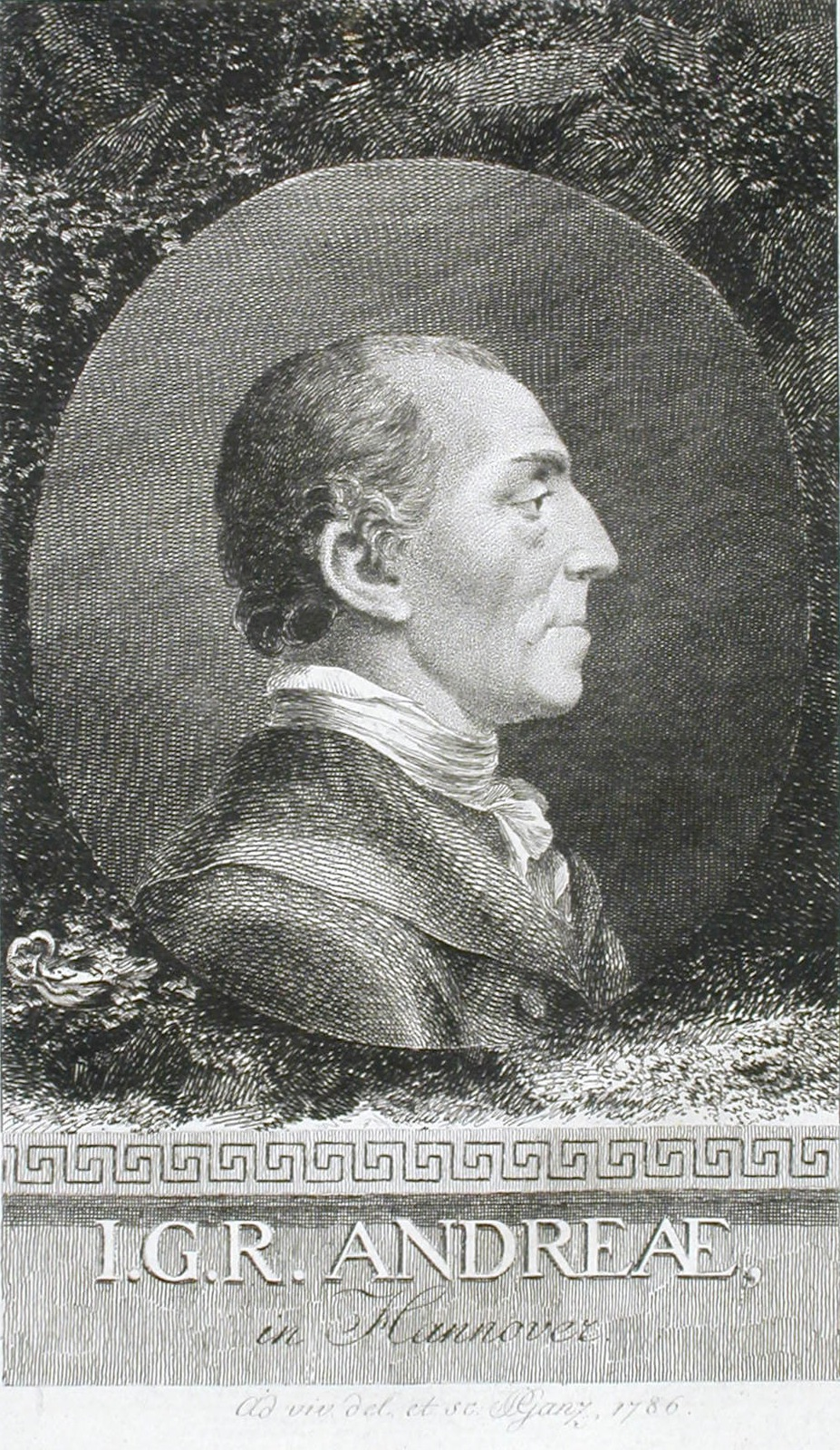
Porträt des Johann Gerhard Reinhard Andreae;
Kupferstich, 1786, signiert Ph. Ganz

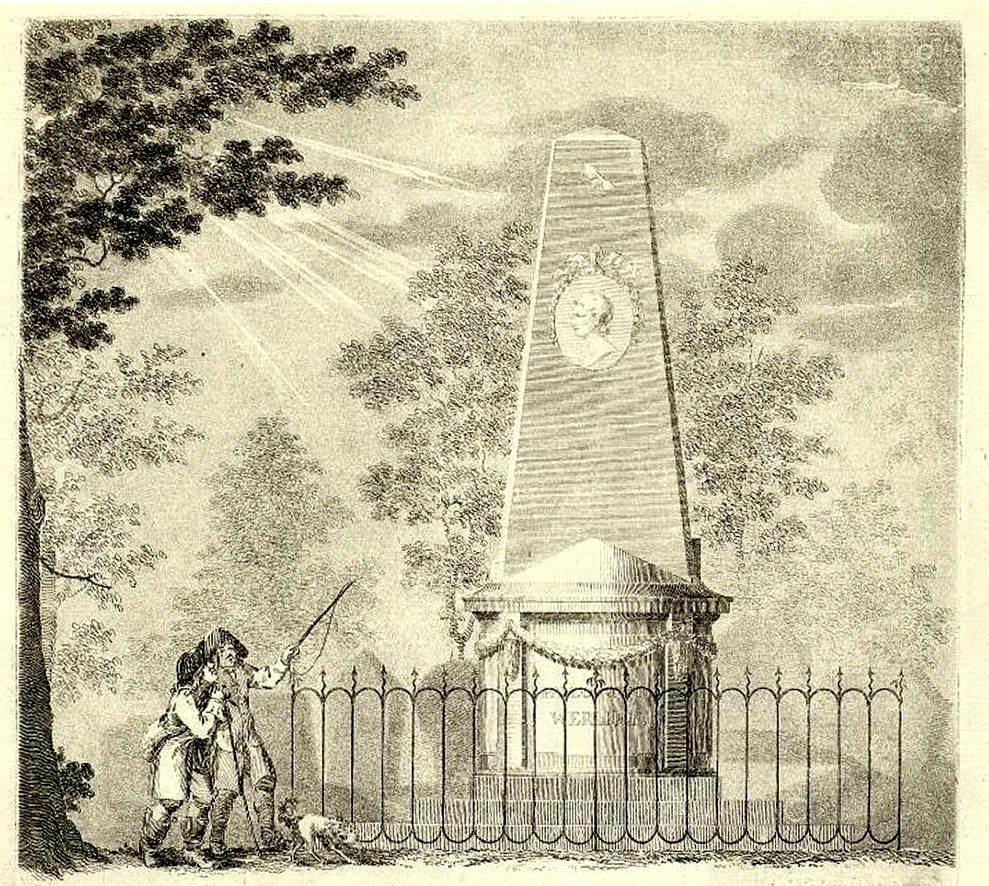
Von Ganz entworfenes und von Ziesenis 1783 errichtetes „Monument“ für Paul Gottlieb Werlhof auf dem seinerzeitigen St. Nikolai-Kirchhof vor Hannover;
Kupferstich (Ausschnitt); VD 18, Niedersächsische Staats- und Universitätsbibliothek Göttingen

Philipp Ganz studierte an der Kunstakademie in Wien und war Anfang der 1770er Jahre offenbar zu einem Studienaufenthalt in Leipzig. Er war Hof-Kupferstecher des Kurfürstentums Hannover in Göttingen und Hannover und seit 1784 Mitglied der Akademie der Mahlerey und Bildhauerey in Kassel.
Philipp Ganz schuf vor allem kleinformatige Stiche mit Porträts, Landschaftsbildern und Darstellungen antiker Statuen der Sammlung Wallmoden. Charakteristisch für seine Arbeiten sind ein sehr feiner Strich und Grafiken in Crayonmanier. Seine Werke sind häufig mit „Ph. Ganz“ signiert, mitunter auch mit „G.Z.“ oder „G. del. et. sculp.“ bezeichnet.
Ganz schuf Bildnisse von Persönlichkeiten in Hannover, vom Prinzen Friedrich von York, vom Generalsuperintendenten Johann Friedrich Jacobi zu Celle, vom Arzt und Schriftsteller Johann Georg Zimmermann, von Oberhofarzt Johann Adam Kersting, vom Hofapotheker  Andreae, vom Freiherrn von Knigge und von Dorothea Schlözer.
Ganz stach das seit 1776 benutzte Exlibris der Königlichen Öffentlichen Bibliothek in Hannover. Er war auch für die typografische Ausstattung des von Johann Heinrich Jung herausgegebenen fünften Bandes der großen welfischen Quellengeschichte („Origines guelficae“) verantwortlich.
1792 wurde der Etat für den Kupferstecher der Königlichen Bibliothek zu Hannover von 192 auf 250 Reichstaler erhöht und Johann Gerhard Huck als Hofkupferstecher angestellt. Philipp Ganz wurde jedoch noch bis 1800 als Angestellter der Bibliothek geführt.
Ganz entwarf und zeichnete das Grabmal für den Hofrat und Königlichen Leibarzt Paul Gottlieb Werlhof, das 1783 von Johann Friedrich Ziesenis für den St.-Nikolai-Friedhof in Hannover ausgeführt wurde.
Ganz war Mitglied der Freimaurerloge Zum Schwarzen Bär und 1777 Gründungsmitglied der Loge Zur Ceder in Hannover.
1802 wohnte der der Königlich Kurfürstlichen Bibliothek in Hannover unterstellte Hofkupferstecher im Haus 428 „bey der Aegidien Kirche.“

## Veröffentlichungen
- Versuch über das Kupferetzen in Zeichnungsmanier. 1772.